# Garażówka
Garażówka – kompilacja płockiej formacji punkrockowej Farben Lehre wydana w 1996 przez wytwórnię Psy Wojny Records. Nagrania dokonano w różnych miejscach i pochodzą z lat 1986–1990. Mastering archiwalnych nagrań dokonali muzycy zespołu w studiu M. Sztomberskiego w Płocku w 1996.

## Lista utworów
| Nr  | Tytuł utworu                      | Długość |
| --- | --------------------------------- | ------- |
| 1.  | „Helikoptery '87”                 | 3:36    |
| 2.  | „Magness”                         | 2:51    |
| 3.  | „Młodzi Warszawiacy”              | 1:57    |
| 4.  | „Uroda”                           | 2:10    |
| 5.  | „Dziwkarstwo”                     | 2:15    |
| 6.  | „Młodzi końca wieku”              | 2:58    |
| 7.  | „Manewry (instr.)”                | 1:30    |
| 8.  | „Po co wolność”                   | 2:42    |
| 9.  | „Narodowy napój”                  | 2:31    |
| 10. | „Pod prąd”                        | 2:39    |
| 11. | „Wychowanie”                      | 2:22    |
| 12. | „Garaż'86”                        | 3:06    |
| 13. | „Mikrofon (kwiecień '96)”         | 1:57    |
| 14. | „Kalhoz”                          | 2:36    |
| 15. | „Nauka o barwach (Szara blokada)” | 3:01    |
| 16. | „Była kultura”                    | 4:19    |
| 17. | „Ulice milczą”                    | 3:13    |
| 18. | „Twoje oczy”                      | 3:42    |
| 19. | „Rodzina”                         | 3:04    |
| 20. | „Oto emigranci”                   | 3:11    |
| 21. | „You Really Get Me”               | 2:48    |
| 22. | „Youngblood”                      | 2:35    |
| 23. | „Handel”                          | 3:01    |
| 24. | „Helikoptery '87”                 | 3:16    |
| 25. | „Marek K.”                        | 0:39    |
|     |                                   | 1:07:59 |

- Utwory 3 i 8: Kult, utwór 5: The Stranglers, utwór 10: KSU, utwory 11 i 12: T.Love, utwór 14: De Press, utwór 21: The Kinks

## Skład
- Wojciech Wojda – śpiew, viola
- Bogdan Kiciński – gitara (21–23)
- Piotr Kokoszczyński – gitara basowa, śpiew (oprócz 21, 22)
- Adam Mikołajewski – perkusja (23)
- Robert Chabowski – gitara, śpiew
- Marek Knap – perkusja (01–12, 14, 24)
- Paweł Nowak – gitara akustyczna, śpiew (01, 02, 04–06, 09–12, 14, 24)
- Piotr Bartuś – perkusja (07, 15, 16, 24)
- Bogdan Pawłowski – klawisze, śpiew (15–20, 24)
- Krzysztof Sieczkowski – perkusja (17–22)
- Irek Bukowski – gitara basowa (21, 22)

gościnnie
- Krzysztof Kralka – saksofon (24)